# Chandata tridentata
Chandata tridentata là một loài bướm đêm trong họ Noctuidae.